# Туркан, Мирсад
Мирсад Туркан (тур. Mirsad Türkcan), при рождении Яхович (серб. Мирсад Јаховић; род. 7 июня 1976, Нови-Пазар, СР Сербия, СФРЮ) — турецкий баскетболист. Играл на позиции тяжёлого форварда.

## Биография
Мирсад Яхович родился в югославском городе Нови-Пазар, в юности по приглашению тренеров «Эфес Пилсена» переехал в Турцию и сменил имя на Мирсад Туркан. Профессиональную баскетбольную карьеру начал в турецком клубе «Эфес Пилсен». В 1998 году был выбран на драфте НБА клубом «Хьюстон Рокетс», позже права на игрока перешли к клубу «Филадельфия-76» и, наконец, к «Нью-Йорк Никс». В сезоне 1999/2000 Туркан стал первым представителем Турции в НБА, отыграв 17 матчей в составе «Нью-Йорк Никс» и «Милуоки Бакс».
В 2000 году Туркан вернулся в Европу, выступал за французский «Расинг», российские ЦСКА и «Динамо», итальянскую «Сиену» и турецкие «Улкер» и «Фенербахче-Улкер». Дважды, в 2003 и 2004 годах, играл в Финале четырёх Евролиги.
В составе национальной сборной Турции выступал на чемпионатах Европы 1995, 1997, 1999, 2001, 2003 и 2005 годов, а также на чемпионате мира 2002 года. Провёл за сборную 174 матча.
Завершил игровую карьеру в сентябре 2012 года. Клуб «Фенербахче-Улкер» навечно закрепил за ним 6-й номер.

## Личная жизнь
Сестра Эмина Яхович — поп-певица. В Турции она известна как Эмина Сандал, была замужем за турецким певцом Мустафой Сандалом.
18 декабря 2005 года Туркан женился на 19-летней Дине Джанкович, победительнице конкурса красоты Мисс Сербия и Черногория 2005. У них родилось трое детей: сын Нусрет и дочери Наба и Кария.

## Достижения
- Обладатель Кубка Корача: 1995/1996
- Чемпион Турции: 1993/1994, 1995/1996, 1996/1997, 2005/2006, 2006/2007, 2007/2008, 2009/2010, 2010/2011
- Обладатель Кубка Турции: 1994, 1996, 1997, 1998, 2009/2010, 2010/2011
- Обладатель Суперкубка Турции: 1993, 1996, 1998, 2006/2007
- Чемпион России: 2004
- Серебряный призёр чемпионата Европы 2001

- Самый ценный игрок регулярного сезона Евролиги 2001/2002
- Самый ценный игрок плей-офф Евролиги 2002/2003

## Статистика в НБА
| Сезон                                                                                    | Команда  | Регулярный сезон | Регулярный сезон | Регулярный сезон | Регулярный сезон | Регулярный сезон | Регулярный сезон | Регулярный сезон | Регулярный сезон | Регулярный сезон | Регулярный сезон | Регулярный сезон | Серия плей-офф | Серия плей-офф | Серия плей-офф | Серия плей-офф | Серия плей-офф | Серия плей-офф | Серия плей-офф | Серия плей-офф | Серия плей-офф | Серия плей-офф | Серия плей-офф |
| Сезон                                                                                    | Команда  | GP               | GS               | MPG              | FG%              | 3P%              | FT%              | RPG              | APG              | SPG              | BPG              | PPG              | GP             | GS             | MPG            | FG%            | 3P%            | FT%            | RPG            | APG            | SPG            | BPG            | PPG            |
| ---------------------------------------------------------------------------------------- | -------- | ---------------- | ---------------- | ---------------- | ---------------- | ---------------- | ---------------- | ---------------- | ---------------- | ---------------- | ---------------- | ---------------- | -------------- | -------------- | -------------- | -------------- | -------------- | -------------- | -------------- | -------------- | -------------- | -------------- | -------------- |
| 1999/00                                                                                  | Нью-Йорк | 7                | 0                | 3,6              | 20,0             | 00,0             | 00,0             | 1,4              | 0,1              | 0,3              | 0,0              | 0,6              | Не участвовал  | Не участвовал  | Не участвовал  | Не участвовал  | Не участвовал  | Не участвовал  | Не участвовал  | Не участвовал  | Не участвовал  | Не участвовал  | Не участвовал  |
| 1999/00                                                                                  | Милуоки  | 10               | 0                | 6,5              | 42,9             | 00,0             | 62,5             | 2,3              | 0,4              | 0,1              | 0,1              | 2,9              | Не участвовал  | Не участвовал  | Не участвовал  | Не участвовал  | Не участвовал  | Не участвовал  | Не участвовал  | Не участвовал  | Не участвовал  | Не участвовал  | Не участвовал  |
|                                                                                          | Всего    | 17               | 0                | 5,3              | 36,8             | 00,0             | 62,5             | 1,9              | 0,3              | 0,2              | 0,1              | 1,9              | 2              | 0              | 5,0            | 20,0           | 00,0           | 100,0          | 1,0            | 0,0            | 0,0            | 0,0            | 2,0            |
| Наведите курсор мыши на аббревиатуры в заголовке таблицы, чтобы прочесть их расшифровку. |          |                  |                  |                  |                  |                  |                  |                  |                  |                  |                  |                  |                |                |                |                |                |                |                |                |                |                |                |